# Montecchio Maggiore
Montecchio Maggiore (Montécio in veneto) è un comune italiano di 23 881 abitanti della provincia di Vicenza in Veneto.
Il nome deriva dal latino monticulus, propriamente monticello o piccolo monte. 
Il suffisso "Maggiore" è stato aggiunto per distinguerlo da altri comuni o località con lo stesso toponimo, tra i quali il poco distante Montecchio Precalcino o Montecchio Emilia.

## Geografia fisica

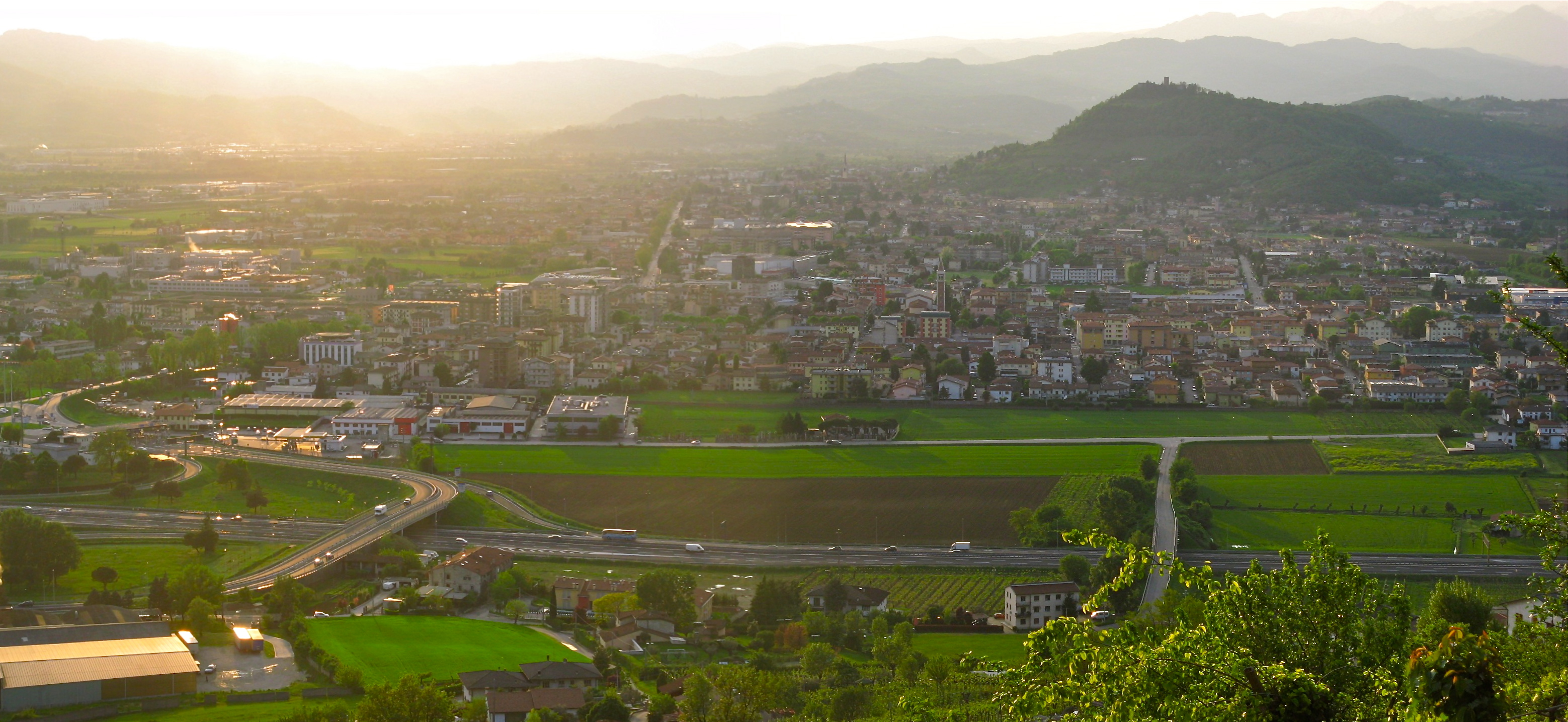
Vista panoramica sul centro urbano-industriale di Alte Ceccato e viale Europa che la collega a Montecchio Maggiore, i castelli di Romeo e Giulietta, l'uscita autostradale della A4 di Montecchio

Il paese si colloca a ovest di Vicenza, nel confluire della valle del Chiampo e della valle dell'Agno. Proprio nel comune castellano il torrente Agno cambia nome in Guà nel quale sfocia il torrente Poscola.
Confina (a partire da nord in senso antiorario):
- a nord: Castelgomberto, Trissino
- a ovest: Arzignano, Montorso Vicentino, Zermeghedo
- a sud: Montebello Vicentino, Brendola
- a est: Altavilla Vicentina, Sovizzo.

La morfologia del terreno comunale è prevalentemente pianeggiante, anche se a nord-est si sviluppa una zona collinare, troneggiata dai due castelli della Bellaguardia e della Villa, comunemente detti "Castelli di Romeo e Giulietta".
Altre zone collinari si sviluppano nelle frazioni di Santissima Trinità, Sant'Urbano e Alte Ceccato in località Selva.

## Storia

### Preistoria
In seguito al rinvenimento, nei primi anni del Novecento, di manufatti, piccole selci, terrecotte e soprattutto sepolture umane, in particolare nelle aree collinari del paese, Montecchio Maggiore sembra essere abitata sin dai tempi dell'Eneolitico e dell'Età del bronzo.
Dal secondo millennio a.C. la regione fu abitata da popolazioni di origine protoligure (2500-1700 a.C.), poi dagli Euganei (1700-900 a.C.) e infine, dal IX secolo a.C., dai Veneti.

### Epoca romana
Nell'attuale territorio di Montecchio Maggiore passava un tratto dell'antica Via Postumia, che ha reso frequenti i contatti tra la popolazione veneta e i Romani, rapporti che si cementarono sempre più anche per difendersi dalle frequenti incursioni nel territorio veneto di un nemico comune: i Galli.
Dopo il conferimento della cittadinanza romana ai popoli transpadani nel 49 a.C. e l'attribuzione del titolo di Municipium alla città di Vicenza, Montecchio venne definita come pagus, il distretto rurale romano circoscrizione minore del municipium, governato da magistrati dipendenti dalle autorità municipali.
Sono numerose le testimonianze archeologiche dell'epoca romana rinvenute nel territorio di Montecchio Maggiore. In particolare, nella zona dell'antica pieve di Santa Maria e San Vitale, zona in cui ora sorge l'Ospedale Civile, sono state ritrovate alcune iscrizioni funerarie, probabilmente risalenti al I o al II secolo d.C..
Sono state rinvenute anche colonne militari, ovvero cippi che segnavano la distanza da Roma o dalla città più vicina. Esse risalgono al IV secolo d.C., epoca in cui l'imperatore Costantino eseguì un'importante opera di ristrutturazione stradale. Questi reperti, recuperati sempre nella zona della Pieve, permettono di supporre l'esistenza di una strada romana di penetrazione verso la valle dell'Agno e del Chiampo nella zona dell'attuale bivio di San Vitale.

### Epoca medievale
In epoca medievale Montecchio vive nell'ambito dell'Impero e per quanto riguarda l'ordinamento feudale di livello regionale nell'ambito della Marca Veronese, legata ai Duchi di Carinzia per buona parte almeno del secolo XI.
Sul finire di quest'ultimo secolo, si suppone che la famiglia dei Bongiudei avesse posto la propria signoria feudale nel territorio di Montecchio in qualità di vassalli del vescovo conte che in quel momento dominava il territorio vicentino.
Dal 1180 al 1242 a Montecchio si insedia la signoria dei Pilei, potente famiglia che ebbe in feudo dall'imperatore Sossano e le terre limitrofe. Successivamente, a seguito del suo matrimonio con Speronella dei Bongiudei, fu Uguccione Pileo a trasferire la sede della signoria presso il castello di Montecchio nei primi anni del secolo XIII.
Nel 1243, Ezzelino III da Romano, condottiero alleato all'imperatore Federico II di Svevia, determinato a consolidare il suo dominio nel Vicentino, attaccò e distrusse il castello di Montecchio, sterminando gran parte della famiglia Pileo, che gli era ostile in quanto sostenitrice della fazione guelfa. Questo evento segnò la fine della signoria dei Pilei su Montecchio Maggiore.
Il dominio di Ezzelino su Montecchio terminò con la sua morte nel 1259. Dopo la sua scomparsa, gli eredi della famiglia Pileo tentarono di riprendere possesso della loro terra, ma furono ostacolati e infine estinti nel 1301 a causa di accuse di eresia. La situazione politica rimase instabile fino all'arrivo della signoria scaligera nel 1314, quando Montecchio entrò sotto il controllo dei Della Scala, famiglia che governava Verona e le terre circostanti.
Durante il loro dominio, gli Scaligeri rafforzarono le strutture difensive della città. Nel 1354 iniziano i lavori per la costruzione dei due celebri castelli, le cui vestigia sono conosciute oggi come Castello di Romeo e Castello di Giulietta. Questi edifici, posti su colline gemelle, servivano non solo come fortezze militari ma anche come punti di avvistamento e controllo del territorio.
In questi anni la popolazione montecchiana fu decimata da continue epidemie di peste, in particolare nel 1348 e nel 1366.
Dopo la caduta degli Scaligeri nel 1387, Montecchio Maggiore passò sotto il controllo dei Visconti, la potente signoria milanese guidata da Gian Galeazzo Visconti.
Il dominio milanese fu di breve durata. Dopo la crisi politica che seguì la morte del duca Gian Galeazzo Visconti nel 1402, la Serenissima Repubblica di Venezia iniziò una decisa espansione nell'entroterra veneto per consolidare il proprio dominio e proteggere le rotte commerciali verso l'Adriatico. Nel 1404 gli abitanti di Montecchio accolsero il passaggio sotto il controllo veneziano, desiderosi di sfuggire alle continue guerre e instabilità che avevano caratterizzato il periodo delle signorie.

### Epoca moderna e contemporanea
Secondo la tradizione, suffragata da alcuni documenti riportanti testimonianze originarie, a Montecchio avrebbero soggiornato l'imperatore del Sacro Romano Impero Germanico e Re di Spagna Carlo V, mentre scendeva verso Bologna per essere incoronato Re d'Italia nel 1530 e Napoleone Bonaparte, Imperatore dei francesi e anch'egli Re d'Italia.

#### La leggenda di Romeo e Giulietta
Sebbene la patria universalmente riconosciuta di Romeo e Giulietta sia la città di Verona, la funzione dei due manieri di Montecchio (noti, per l'appunto, come "Castelli di Romeo e Giulietta") può non essere così priva di importanza nell'ottica almeno dei presupposti artistici che determinarono l'ideazione, l'ambientazione e la stesura della novella. Una leggenda senese sembra essere la fonte più lontana da cui trasse origine la tradizione letteraria che Shakespeare tradusse in una tragedia immortale: fu Masuccio Salernitano (1415-1476) a dare per primo veste letteraria a questa leggenda, con la novella I due amanti senesi inserita nel suo Novellino, in cui si narra la fine tragica dell'amore contrastato dei due protagonisti, Mariotto e Ganozza.
Luigi Da Porto (1485-1529) si ispirò a questa novella per la sua Istoria novellamente ritrovata di due nobili amanti apparsa postuma nel 1531 e poi, in altra versione, con il titolo di La Giulietta nel 1539. Mutati i nomi popolareschi del racconto di Masuccio in quelli di Romeo e Giulietta, che tali rimarranno in tutta la tradizione letteraria successiva fino a Shakespeare, Da Porto immagina lo svolgimento della novella a Verona, al tempo della signoria di Bartolomeo I della Scala (1301-1304). Fondandosi su un'errata interpretazione della celebre terzina dantesca «Vieni a veder Montecchi e Capelletti/Monaldi e Filippeschi, uom senza cura/color già tristi, e questi con sospetti» (Purgatorio VI, vv. 106-108), attribuisce una violenta rivalità tra due nobili famiglie veronesi, che si ripercuote tragicamente sull'amore tra i due giovani protagonisti. Nella trama sono già presenti elementi chiave come la rissa, la morte di un cugino dell'amata perpetrata da Romeo, il bando dalla città di quest'ultimo e la tragica fine di entrambi. Con qualche aggiustamento e poche modifiche alla versione originale del Da Porto, la novella fu ripresa prima da Matteo Bandello, poi da novellieri e tragediografi spagnoli, francesi e inglesi; alle versioni inglesi di Painter e Broocke si accostò direttamente Shakespeare che le usò da modello per il suo capolavoro, la cui prima rappresentazione risale al 1596.
Luigi Da Porto, uomo d'armi e letterato vicentino (1485-1529), scrisse la novella nella sua dimora di Montorso Vicentino, dove si era ritirato abbandonando la vita militare in seguito a una grave ferita al volto riportata in battaglia durante la guerra della Lega di Cambrai. Montorso Vicentino dista solo qualche chilometro da Montecchio e dalle finestre di villa Da Porto la vista sulle maestose rocche scaligere, doveva apparire allora come oggi molto suggestiva: è verosimile che tale immagine, di due castelli quasi in contrapposizione tra loro, sia stata di ispirazione all'ideazione della novella, non fosse altro che per l'accostamento tra il nome di Montecchio e quello di Montecchi attribuito proprio dal Da Porto alla famiglia di Romeo. Questa interpretazione non deve tenere conto del fatto che Da Porto conobbe personalmente la famiglia Montecchi durante il suo soggiorno in Friuli, dove risiedevano dopo il bando da Verona nel 1324. Se dunque l'ambientazione letteraria è stata comunque da sempre collocata a Verona, è possibile pensare che un ruolo non secondario nell'ispirare l'immaginazione poetica del suo creatore abbiano avuto i castelli di Montecchio Maggiore, già di per sé affascinanti e gloriosi per le vicende storiche da essi realmente vissute.
La leggenda che attribuisce le due rocche scaligere alle famiglie veronesi di Montecchi e Capuleti, facendone le dimore di Romeo e Giulietta, entra con forza nel folklore popolare alla metà dell'Ottocento, cioè in pieno clima romantico, in un periodo in cui molto sentito era il fascino delle rovine medioevali e facile sembrava calare in tali ambienti vicende suggestive e affascinanti.

#### Montecchio tra le due guerre mondiali
Negli anni tra le due guerre mondiali, Montecchio Maggiore visse un periodo di profondi cambiamenti e tensioni sociali. Dopo la Grande Guerra, la città, come gran parte d'Italia, affrontò le difficoltà economiche e sociali del dopoguerra, che portarono a un crescente malcontento popolare. La crisi economica degli anni '30 alimentò l'ascesa del fascismo, che si insediò con forza anche a Montecchio, imponendo un regime autoritario e militarizzando la vita pubblica. Durante questo periodo, furono introdotte leggi razziali nel 1938 che colpirono duramente la comunità ebraica locale, portando a episodi di discriminazione e internamento.
Con l'entrata in guerra dell'Italia nel 1940, Montecchio divenne un punto strategico per le operazioni militari, subendo gli effetti diretti del conflitto. La città fu coinvolta nell'occupazione nazista dopo l'armistizio dell'8 settembre 1943, che segnò l'inizio di un periodo di violenza e resistenza. Le forze partigiane locali si mobilitarono contro l'occupazione tedesca e il regime fascista, contribuendo a una lotta che avrebbe caratterizzato il territorio fino alla liberazione nel 1945.

#### La contaminazione da Pfas
Nel 2013, a seguito dell'emergenza Pfas in Veneto, il Comune di Montecchio entra nella Zona Arancione della grande contaminazione chimica causata dalla Miteni di Trissino, situata al confine del comune, a 7 chilometri nord dal centro storico. Negli anni successivi Montecchio diventerà il centro politico della contaminazione: il Direttore Sanitario della Regione Veneto, Domenico Mantoan, lancerà «l'allarme sanitario regionale» presso la Sala Civica, il 28 aprile 2016; la Responsabile della Prevenzione e della sicurezza alimentare della Regione Veneto, Francesca Russo, parlerà per la prima volta di «disastro ambientale» durante la grande assemblea convocata dai cittadini presso il Cinema di San Pietro, il giorno 17 febbraio 2017; da Montecchio partono le prime grandi manifestazioni e marce che porteranno alla chiusura della Miteni e al processo in Corte d'Assise presso il tribunale di Vicenza.
Secondo un'indagine indipendente condotta da Greenpeace Italia, i cui risultati sono stati pubblicati nel gennaio del 2025, alla medesima data la rete di rifornimento idrica di Montecchio Maggiore non risulta essere contaminata da PFAS.

### Simboli
Lo stemma è stato riconosciuto con DCG del 20 ottobre 1936.
Il gonfalone è un drappo di azzurro.

## Monumenti e luoghi d'interesse

### Architetture religiose

#### Chiesa di Santa Maria e San Vitale (duomo)

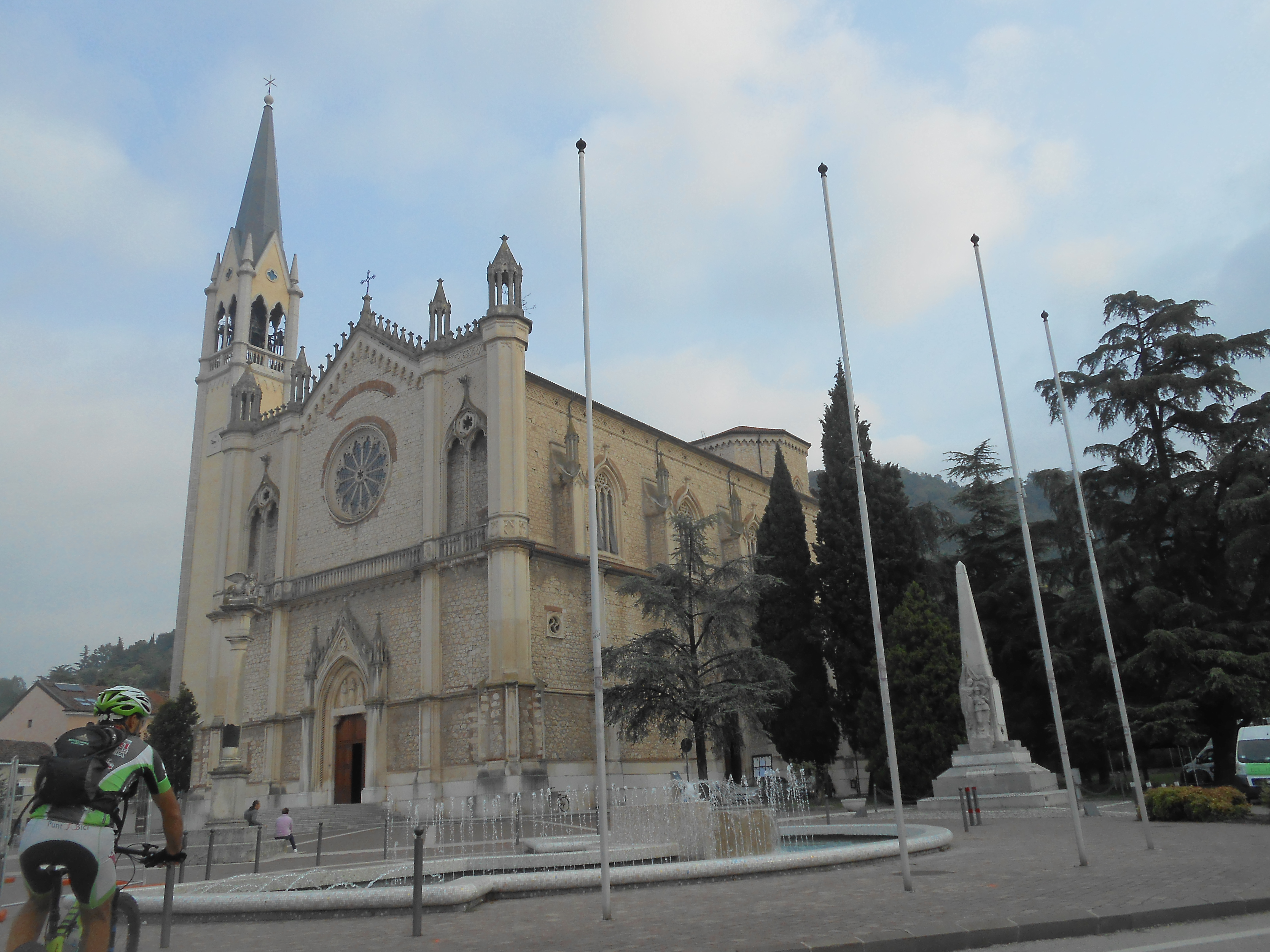
Chiesa di Santa Maria e San Vitale

Al di sotto dell'ospedale di Montecchio Maggiore sono stati riportati alla luce i resti di un'antica necropoli longobarda, i cui reperti sono stati trasferiti al Museo "G. Zannato".
Chiesa di San Pietro Apostolo
Lungo Corso Matteotti si trova la Chiesa di San Pietro. L’edificio originale risale al XIII secolo e fu rifatto nel 1504. Fra il 1853 e il 1878 venne ampliato dall'ing. Villanova per dargli la struttura odierna. La chiesa a tre navate è stata affrescata dal pittore Francesco Armano nel 1858-59 , decorazione rifatta successivamente negli anni cinquanta del ‘900 da A. Pegrassi e P. Negrini. Si può ammirare sulla navata destra una pregevole pala d'altare del ‘500 con la Vergine in trono e Santi di Giovanni Buonconsiglio.

#### Chiesetta di San Valentino
All'interno della chiesetta è presente una reliquia del santo che i fedeli innamorati baciano durante il periodo di Carnevale come segno propiziatorio.

### Architetture civili

#### Villa Cordellina

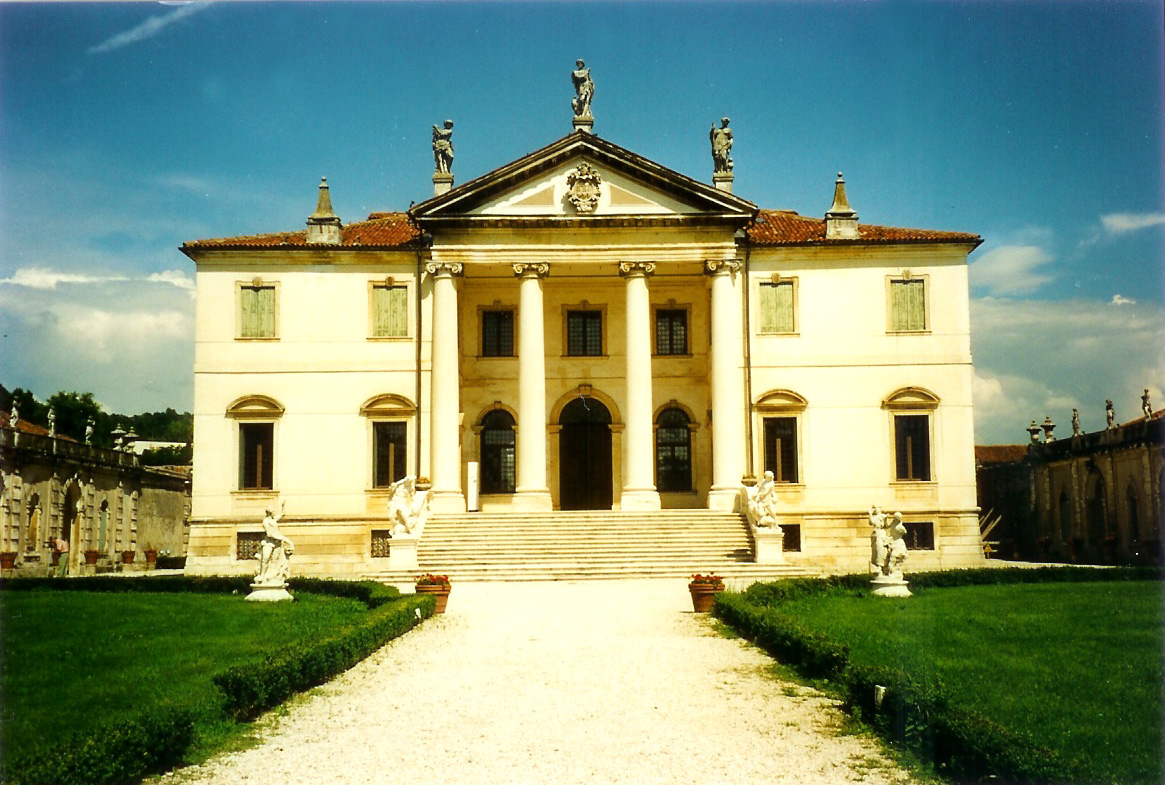
Villa Cordellina

Eretta per volontà del giureconsulto veneziano Carlo Cordellina Molin su disegno dell'architetto Giorgio Massari, i lavori di costruzione della villa durarono dal 1735 al 1742, anno in cui il Massari preparò il progetto per le barchesse, portate a termine verso il 1760. Al progetto collaborò anche l'architetto Francesco Muttoni.
Il complesso è formato dalla residenza padronale, dalle barchesse, dalle torrette e dal grandioso rustico.
Nella villa il Massari rende omaggio all'arte di Andrea Palladio con il pronao ionico a quattro colonne, sormontato dal timpano con lo stemma scolpito dei Cordellina (tre cuori con i fiori di lino), e con la disposizione simmetrica delle stanze e delle due scale accanto al salone centrale.
Nel 1743 fu affidato al genio del Tiepolo l'incarico di affrescare gli interni della villa. L'artista si ispirò alle gesta dei condottieri Alessandro Magno e Scipione l'Africano per il ciclo di stupendi affreschi che orna le mura della residenza.
Dopo essere stata usata anche come sede di allevamenti di bachi da seta e come collegio, nel 1943 la villa passò al conte Gaetano Marzotto e successivamente a Vittorio Lombardi, che promosse un'imponente opera di restauro della residenza e dei giardini annessi. Nel 1966 la vedova Lombardi cedette la proprietà del complesso alla Provincia di Vicenza, attuale proprietaria.

#### Villa Gualda
Eretta agli inizi del ‘500 da Stefano Gualdo, coadiuvato quasi certamente dall'architetto Sanmicheli, nelle campagne tra Montecchio e Montebello Vicentino. In questa villa fu ospitato nel 1532 l'Imperatore Carlo V d'Asburgo. Nell'800 la proprietà della villa, passò ad Angelo Fogazzaro fratello di Antonio Fogazzaro, che affidò all'architetto Bartolomeo Malacarne importanti aggiunte come i portici, le barchesse e la chiesetta. Nel ‘900 la villa fu comprata da Carlo Veronese (1879-1970) che la ristrutturò lasciandola in eredità alle sue nipoti Linda e Teresa Spina, che attualmente la abitano seguendo l'attività dell'azienda a vocazione viticola e cerealicola.

### Architetture militari

#### Castello della Bellaguardia e Castello della Villa

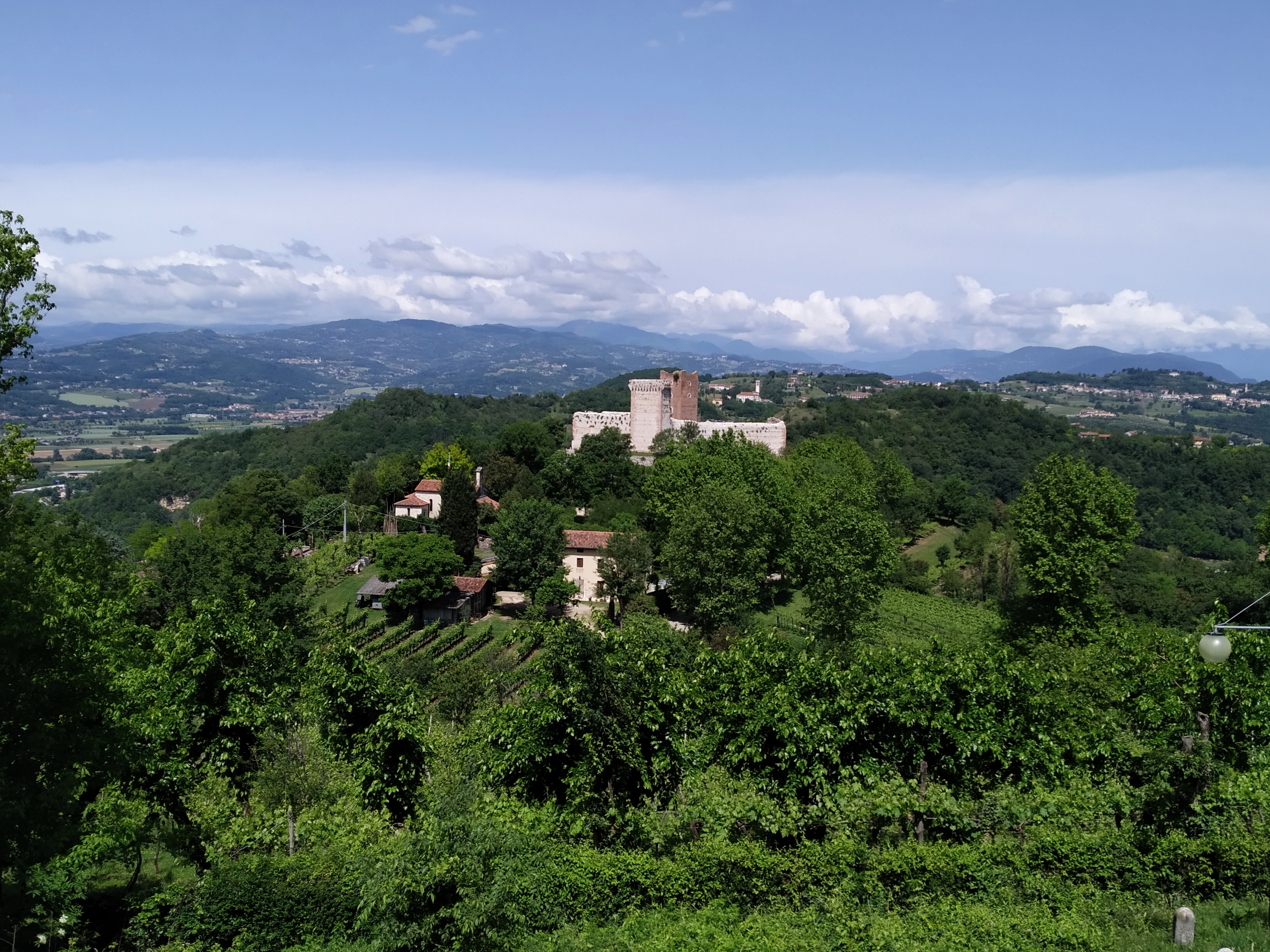
Castello della Villa

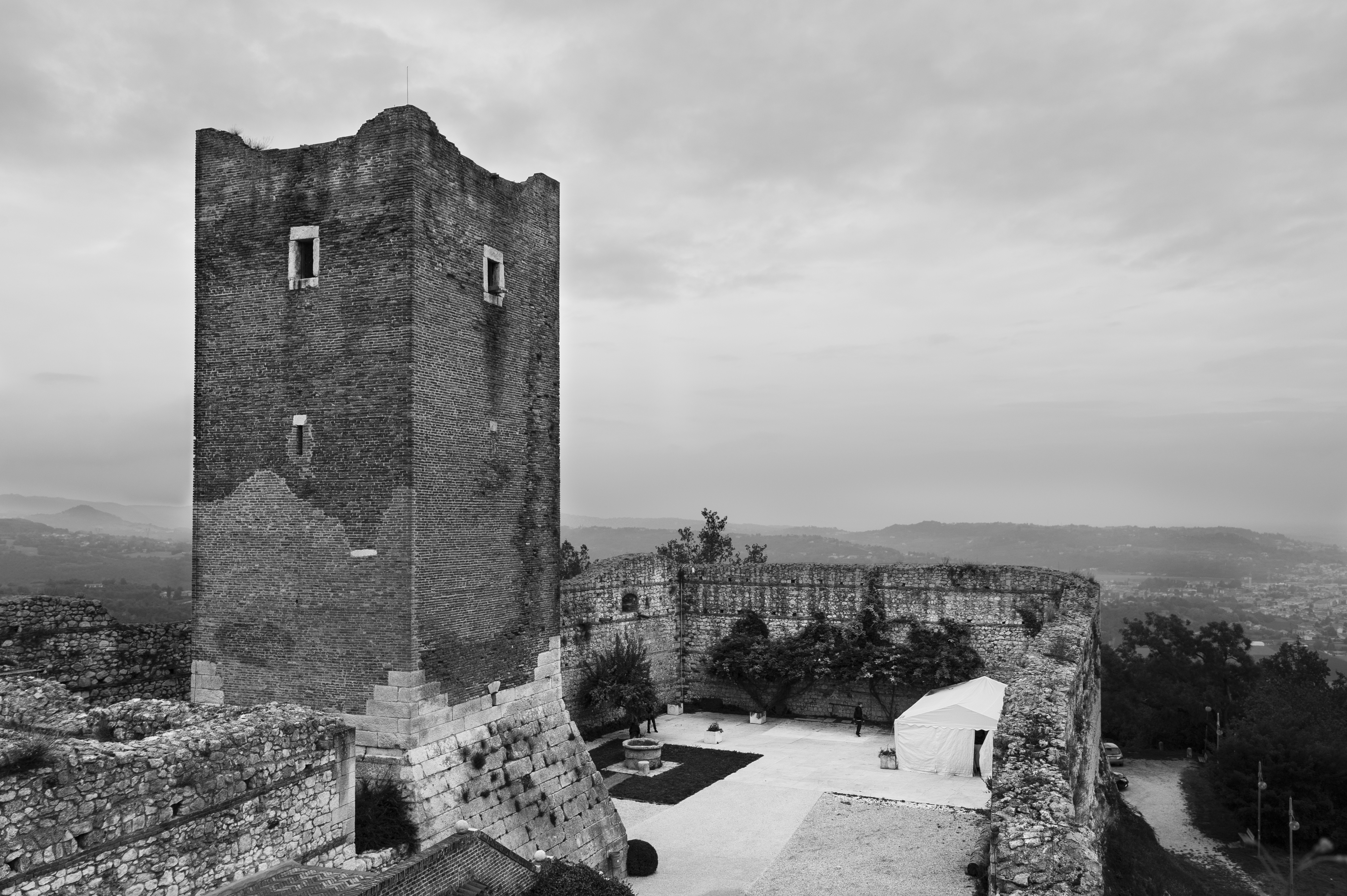
Castello di Bellaguardia

Il castello della Bellaguardia, detto anche "di Giulietta", in quanto possesso, secondo la tradizione popolare, della famiglia dei Capuleti, si innalza a 273 metri s.l.m. Notevolmente ricostruito in epoca moderna, è ora adibito a ristorante. È costituito da un recinto a sei lati, con pianta ad elle: l'ingresso si apre proprio nell'angolo più protetto, che era così possibile tenere sotto tiro sia di fronte sia di fianco. La porta, senza ponte levatoio, presenta alcuni accorgimenti tecnici che hanno permesso di ipotizzarne una struttura a doppia chiusura, a saracinesca o a battenti.
Il castello della Villa, detto anche di Romeo, sorge a 234 metri s.l.m. ed è detto "di Romeo" in quanto, secondo la tradizione popolare, attribuito alla famiglia dei Montecchi. Edificato per volere di Cangrande II della Scala nel 1354, venne in parte smantellato dal veneziani nel XVI secolo ma conserva ancora il perimetro delle mura e la torre del mastio. Viene ora impiegato solamente nella stagione estiva per eventi e spettacoli.
Il castello della Villa è più grande del precedente, ha una forma trapezoidale, se pur con adattamenti dovuti alla necessità di seguire il profilo orografico del colle: lo caratterizzano tre sporgenze, in origine probabilmente turrite. Delle tre torri originarie rimane solo quella di sud-est, posta a protezione dell'ingresso. AI Iato opposto, a nord-ovest, sorge altissimo il Mastio: come il suo "gemello" di Bella Guardia, ha base in pietra a tronco di piramide e alzata in mattoni.
L'insolita vicinanza tra i due castelli ha spinto gli storici a interrogarsi sulla loro funzione: i nomi che li contraddistinguono hanno portato a ipotizzarne un utilizzo distinto, militare per quello di Bellaguardia e civile per quello di Villa.
I castelli hanno ispirato il letterato vicentino Luigi da Porto, ideatore della novella "Historia novellamente ritrovata di due nobili amanti" trasformata, successivamente, per opera di William Shakespeare nella tragedia, nota in tutto il mondo con il nome di Romeo e Giulietta.

### Aree naturali
Le più importanti aree naturali sono presenti nell'area collinare con la presenza di svariati itinerari escursionistici. Da ricordare l'area dei castelli, le frazioni di Santissima Trinità, Sant'Urbano, Valdimolino e località Bernuffi.
Da ricordare anche le Spurghe di Sant'Urbano per le voragini e le caratteristiche ambientali.

#### Le Priare
Le Priare (in lingua Veneta pria: pietra, e quindi pietraie intese come cave di pietra) di Montecchio Maggiore sono un articolato insieme di cave sotterranee, che si trova sulla sommità della dorsale collinare di Montecchio Maggiore, poco sotto il castello della Bellaguardia. Da tali cave, ora non più utilizzate, si estraeva fin dall'epoca romana la pietra di Vicenza. All'interno vi è una temperatura costante e nella parte più profonda scorre una sorgente d'acqua.
Da 14 dicembre 2008 sono disponibili delle visite guidate tutti i pomeriggi delle domeniche e dei giorni festivi.

## Società

### Evoluzione demografica
Abitanti censiti

### Etnie e minoranze straniere
Gli stranieri residenti al 31 dicembre 2020 nel comune erano 3 505 su 23 156, ovvero il 15,14% della popolazione. Di seguito sono riportati i gruppi più consistenti:
1. Bangladesh: 704
2. India: 488
3. Serbia: 375
4. Romania: 372
5. Ghana: 273
6. Albania: 209
7. Cina: 136
8. Marocco: 133
9. Nigeria: 107
10. Burkina Faso: 85

### Lingue e dialetti
Dal 15 maggio 2010 è il primo comune del Veneto dove gli interventi in Consiglio Comunale possono essere effettuati sia in italiano sia in veneto.

## Cultura

### Musei
- Il Museo di archeologia e scienze naturali Giuseppe Zannato espone testimonianze archeologiche e naturalistiche della valle dell'Agno e della valle del Chiampo.[28]
- Il Museo delle forze armate 1914 - 1945.

### Letteratura
Il romanzo Il prezzo del domani, scritto da Mirko Valerio, è ambientato a Montecchio Maggiore tra il 1935 e il 1945.
Il libro Il paese silenzioso di Michele Santuliana è ambientato a Sant'Urbano, frazione di Montecchio Maggiore.

### Eventi

#### MontecioRoc (Montecio Rock) 1981-2003
«Esci dal tunnel della droga e dell'inquinamento ed entra nel tunnel di MontecioRoc» - titolo del concept delle scenografie della seconda edizione.
MontecioRoc, prima edizione del 1981, poi Montecio Rock dal 1987, è stata una festa giovanile tra le più importanti del panorama culturale italiano, a partire dal difficile periodo degli anni 70-80 fino ai primi anni Duemila. Prende spunto dagli esperimenti finiti del Festival del proletariato giovanile di Parco Lambro a Milano (1971-78) e il concerto Bologna Rock del 1979, a cui parteciparono giovani montecchiani.
Per il suo alto valore politico e di proposta artistica, Montecio Rock è stato ispiratore ed archetipo per i successivi festival rock, specie nel Nordest, diventando il capofila di un filone di feste socializzanti che vedeva impegno sociale, ricerca artistica, antifascismo militante, lotte di solidarietà, tutto ben intrecciato e organizzato in modo spontaneo, autonomo, senza alcuno sponsor o ingerenza politica. La "festa" - nel senso dionisiaco volutamente cercato dagli ideatori - nasce dopo un processo di elaborazione collettiva dei giovani del paese che si riunivano alle "panche" di Montecchio, come frutto dell'appena nato "Comitato contro l'eroina", per arginare il grave problema dello spaccio di droghe pesanti nelle piazze del vicentino. Pure il tema dell'ambientalismo, dei grandi inquinamenti delle concerie di Arzignano e delle fabbriche chimiche della Valle dell'Agno, fu affrontato in modo pionieristico dai giovani "panchinari" di Montecchio e dal relativo nascente "Comitato contro l'inquinamento", coevo del primo.
Le prime quattro edizioni (1981-1984) si sono svolte nel Castello della Villa (detto di Romeo), poi, a causa del progressivo ostruzionismo delle istituzioni comunali, nel "campo sotto il castello" (1986, 1987, 1988) con due versioni di Settembre Rock 1986/87 e una di Siberia Rock, feste di Natale 1988, in zona industriale. Dopo un'interruzione di diversi anni, si sposta negli spazi aperti della Villa Ca' Beregane di Thiene, con il nome ad Est di Montecio Rock (edizioni 1992 e 1993) per infine ritornare a Montecchio dal 1998 al 2003 sull'argine del Guà-Agno, il fiume contaminato di Montecchio, poco distante dalla affluenza della Poscola (il torrente inquinato dalla Miteni di Trissino). 
Nel corso delle varie edizioni - con intermezzi provocatori come Montecio Dance (1982) e Montecio Beach (1983) - sono passati decine di artisti e gruppi di fama nazionale, proponendo gli stili e i generi più provocatori del tempo, dal rock progressivo al punk, dal reggae al dub, fino alla nascente techno, dando spazio ai gruppi emergenti locali, tra cui i Red Skull, giovanissimo e leggendario gruppo punk montecchiano. Dal gruppo organizzatore di Montecchio sono usciti tra i più importanti fonici italiani e un modo di fare musica e service a basso costo che ha fatto scuola in Italia, basato sul lavoro formativo a giovani emarginati o a "ribelli sociali". 
Il "Comitato contro l'eroina", trasformatosi poi in "Comitato contro l'eroina e le sostanze sintetiche", con la sua forte presa di posizione contro le droghe pesanti, attraverso le edizioni di Montecio Rock, i temi in esse proposte, la presenza nelle piazze del paese (con azioni dirette contro gli spacciatori), ha salvato decine di giovani dalla morte per eroina negli anni in cui le droghe mortali introdotte massivamente dal clima oppressivo - permissivo alle mafie e repressivo delle forze giovanili - fecero una vera e propria carneficina in queste valli, ricche di soldi, ma povere di politica.

#### Montecchio Medievale (nota anche col nome 'Faida')
L'ultima domenica di aprile e il 1º maggio il comune si tuffa in un'atmosfera medievale per rivivere la storica disfida tra le casate dei Montecchi e dei Capuleti e per assaporare il gusto e i colori di un borgo tardo quattrocentesco.
Il premio finale per chi si aggiudica più prove è il palio, drappo dipinto dal noto e apprezzato pittore Felice Cosentino, che sarà custodito dalla squadra vincitrice fino all'edizione seguente.
Il culmine della rievocazione storica si raggiunge con l'elezione di Romeo e Giulietta, scelti tra "baldi giovani e gentili fanciulle" che si candidano a rivestire i panni dei due innamorati. I prescelti, votati dal pubblico presente, rappresentano per un anno la città di Montecchio Maggiore nei maggiori eventi in cui è richiesta una delegazione ufficiale del comune o a cui partecipa il Gruppo Storico Culturale Giulietta e Romeo, organizzatore della manifestazione.
Per la giornata medievale, ai castelli viene ricostruito un vero e proprio borgo quattrocentesco animato da un grande mercato tipico, dal quartiere degli armigeri, da falconieri, alchimisti, giocolieri, cavalieri, sputafuoco, e da spettacoli e intrattenimenti rigorosamente in stile medievale.
L'appuntamento del 1º maggio è tra gli eventi più apprezzati a livello nazionale, nel campo della rievocazione storica: nell'area tra le due rocche, resa interamente pedonale, si danno appuntamento tra le 15 000 e le 20 000 persone.
La manifestazione, la cui prima edizione è stata nel 2000, ha mutato il nome originario "Faida" in "Montecchio Medievale", a partire dall'anno 2006.

#### Montecchio Marittima "Beach Party"
Nato nel 2010, è un festival di 5 giorni in cui la piazza principale del paese, Piazza Marconi, viene coperta da sabbia, ricreando un ambiente tipicamente marittimo, trasformandosi in una discoteca a cielo aperto. Gli eventi delle diverse serate sono eterogenei e adatti a tutte le età: sono presenti degli stand gastronomici e dei gonfiabili per bambini. Durante le giornate sono organizzati tornei di Beach Volley che nel 2015 hanno visto la partecipazione di circa 300 atleti da tutta la provincia. Sempre nel 2015 il festival ha visto la partecipazione di 30 000 persone. Nel 2022 il festival si è svolto nell'area dell'ex discoteca "Boom".

#### Altri eventi
- Operaestate Festival Veneto

## Geografia antropica

### Urbanistica
Data la posizione geografica e la confluenza di importanti strade, Montecchio Maggiore ha sofferto e soffre di problemi di traffico. Alla fine degli anni '90 con una politica che tendeva alla riduzione dei semafori e la creazione di svariate rotatorie ha alleviato i problemi di traffico, per essere in gran parte risolti con l'apertura della Strada regionale 246 di Montecchio Maggiore nel 2006 e spostando il traffico con la variante della Strada statale 500 di Lonigo nel luglio 2016.
Il nuovo casello autostradale di Montecchio Maggiore, situato lungo l'A4, è stato inaugurato il 25 giugno 2024, alla presenza del presidente della Regione Veneto, Luca Zaia, e dei vertici di A4 Holding e Autostrada Brescia Verona Vicenza Padova. L'apertura del casello segue il completamento del collegamento tra la Superstrada Pedemontana Veneta (SPV) e l'A4, avvenuto nel maggio 2024.

## Economia
La sua posizione, a crocevia di importanti nodi economici, fa di Montecchio un centro di importanza notevole per tutto il Triveneto. La presenza della Strada statale 11 Padana Superiore e della Strada statale 246 di Recoaro rende il paese un passaggio obbligato per tutti coloro che intendano recarsi a Verona o a Venezia.
L'economia castellana è retta prevalentemente dal settore industriale, che trova nel campo della meccanica e della chimica le sue punte d'eccellenza. Importanti multinazionali quali Ceccato, leader mondiale nella produzione di impianti di autolavaggio, FIAMM (Fabbrica Italiana Accumulatori Montecchio Maggiore), Lowara (ora Xylem) e FIS (Fabbrica Italiana Sintetici) si sono sviluppate nel territorio comunale, sino a conquistare importanti mercati internazionali.
Da segnalare anche la presenza di Bisazza, da qualche anno leader nel settore dei rivestimenti in mosaico.
Tuttavia il tessuto industriale montecchiano è prevalentemente composto da medie, piccole o piccolissime imprese, caratteristica comune di tutta la regione del Nord-Est italiano.
Anche il settore dell'agricoltura assume tuttora un certo rilievo a Montecchio. Numerose sono le aziende agricole, che si dedicano alla coltura prevalentemente della vite, del mais e dei cereali in genere. Un'efficiente rete di commercializzazione, soprattutto dei prodotti vinicoli, fa sì che questa attività rappresenti una notevole fonte di reddito per il paese.
L'allevamento di bestiame è di scarso rilievo e per lo più lasciato alle diffuse imprese agricole a carattere familiare.
Alcuni esercizi commerciali di Montecchio Maggiore vantano una tradizione centenaria o quasi, e sono dei punti di riferimento per gli abitanti di Montecchio e delle aree circostanti. Sul territorio comunale inoltre sono presenti alcuni ingrossi commerciali di risonanza nazionale, come lo store di abbigliamento di Sorelle Ramonda in viale Trieste 45.

## Infrastrutture e trasporti

### Strade
La cittadina è attraversata dalla Strada statale 11 e dalla Strada regionale 246 di Montecchio Maggiore; nel territorio comunale di Montecchio Maggiore hanno origine inoltre la Strada statale 246 di Recoaro e la Strada statale 500 di Lonigo
L'autostrada A4 Torino-Trieste ha un'apposita uscita a Montecchio Maggiore, anche la Pedemontana Veneta che inizia nel territorio comunale in corrispondenza dell'interconnessione con l'autostrada A4 fino a Spresiano, ha un'omonima uscita.

### Mobilità urbana
Il trasporto pubblico di Montecchio Maggiore è garantito da autocorse svolte dalla società Società Vicentina Trasporti (SVT).
Un servizio taxi è disponibile presso la stazione di S. Vitale delle SVT in località Valle.
Fra il 1880 e il 1980 la città venne servita da una delle principali stazioni della tranvia Vicenza-Valdagno-Recoaro Terme/Chiampo, gestita dalle Ferrovie Tramvie Vicentine, che fungeva da bivio per le linee da/per Chiampo e Recoaro Terme.

## Amministrazione

### Sindaci nominati dal CLN
| Periodo | Periodo | Primo cittadino   | Partito              | Carica  | Note |
| ------- | ------- | ----------------- | -------------------- | ------- | ---- |
| 1945    | 1945    | Giovanni Giuliari | Democrazia Cristiana | Sindaco |      |
|         | 1946    | Leone Cenzi       | Democrazia Cristiana | Sindaco |      |

### Sindaci dal 1946
| Nominativo                                           | Nominativo                                        | Partito / Coalizione                              | Periodo                                           | Elezione                                          |
| Sindaci eletti dal Consiglio comunale (1946-1995)    | Sindaci eletti dal Consiglio comunale (1946-1995) | Sindaci eletti dal Consiglio comunale (1946-1995) | Sindaci eletti dal Consiglio comunale (1946-1995) | Sindaci eletti dal Consiglio comunale (1946-1995) |
| ---------------------------------------------------- | ------------------------------------------------- | ------------------------------------------------- | ------------------------------------------------- | ------------------------------------------------- |
|                                                      | Giovanni Battista Peroni                          | Democrazia Cristiana                              | 1946-1956                                         | 1946                                              |
| 1951                                                 | Giovanni Battista Peroni                          | Democrazia Cristiana                              | 1946-1956                                         |                                                   |
|                                                      | Giuseppe De Antoni                                | Democrazia Cristiana                              | 1956-1957                                         | 1956                                              |
|                                                      | Renato Corà                                       | Democrazia Cristiana                              | 1957-1975                                         | (1956)                                            |
| 1960                                                 | Renato Corà                                       | Democrazia Cristiana                              | 1957-1975                                         |                                                   |
| 1964                                                 | Renato Corà                                       | Democrazia Cristiana                              | 1957-1975                                         |                                                   |
| 1970                                                 | Renato Corà                                       | Democrazia Cristiana                              | 1957-1975                                         |                                                   |
|                                                      | Carlo Ciscato                                     | Democrazia Cristiana                              | 1975-1978                                         | 1975                                              |
|                                                      | Rino Folco                                        | Democrazia Cristiana                              | 1978-1980                                         | (1975)                                            |
|                                                      | Dino Zanni                                        | Democrazia Cristiana                              | 1980-1993                                         | 1980                                              |
| 1985                                                 | Dino Zanni                                        | Democrazia Cristiana                              | 1980-1993                                         |                                                   |
| 1990                                                 | Dino Zanni                                        | Democrazia Cristiana                              | 1980-1993                                         |                                                   |
|                                                      | Luciano Romio                                     | Democrazia Cristiana                              | 1993-1995                                         | (1990)                                            |
| Sindaci eletti direttamente dai cittadini (dal 1995) |                                                   |                                                   |                                                   |                                                   |
|                                                      | Giuseppe Ceccato                                  | Lega Nord - LV                                    | 1995-2004                                         | 1995                                              |
| 1999                                                 | Giuseppe Ceccato                                  | Lega Nord - LV                                    | 1995-2004                                         |                                                   |
|                                                      | Maurizio Scalabrin                                | Centro-sinistra                                   | 2004-2009                                         | 2004                                              |
|                                                      | Milena Cecchetto                                  | Centro-destra (LN / LV)                           | 2009-2019                                         | 2009                                              |
| 2014                                                 | Milena Cecchetto                                  | Centro-destra (LN / LV)                           | 2009-2019                                         |                                                   |
|                                                      | Gianfranco Trapula                                | Centro-destra                                     | 2019-2024                                         | 2019                                              |
|                                                      | Silvio Parise                                     | Liste civiche - PD                                | 2024-in carica                                    | 2024                                              |

### Gemellaggi
- Passavia, dal 2003[36]
- Alton[37]

## Sport

### Calcio
La principale squadra di calcio della città è l'Unione Calcio Montecchio Maggiore, che nella stagione 2024-2025 milita in Serie D.
Sono presenti altre compagini calcistiche come il G.S. Montecchio San Pietro 1967, l'U.S. Alte Ceccato e l'A.C. San Vitale 1995.
Tra i calciatori montecchiani da ricordare è Christian Maggio, classe 1982, difensore, cresciuto nelle giovanili del Montecchio Maggiore, poi passato al Vicenza per il debutto in serie A nel 2000. Giocherà successivamente in diverse squadre importanti, fino ad approdare al Napoli nel 2008, dove passerà dieci stagioni collezionando complessivamente 308 presenze e 23 gol, vincendo tre trofei. Con la nazionale italiana è stato vicecampione d'Europa a Polonia-Ucraina 2012.

### Pallavolo
La principale squadra di pallavolo femminile è l'Unione Volley Montecchio Maggiore, che nella stagione 2023-2024 milita nella categoria "A2".
La squadra di pallavolo maschile è il Volley Castellana, che nella stagione 2021-2022 milita nella categoria "A3".

### Rugby
Negli anni ‘70 fu presente per pochi anni la squadra cittadina con sede nella frazione di Alte Ceccato, che giocava dove ora sorge il
palazzetto dello sport in Piazzale Collodi. Nel 2011 è stata fondata la squadra degli Aries Rugby ASD la cui sede e campo da gioco sorgono nella frazione di Sant’Urbano. La società ha solo categorie di minirugby, un’U15, una squadra Old ed un squadra di touch rugby.

### Alpinismo
Tra le attività sportive, sui generis, l'alpinismo e l'arrampicata su roccia hanno una grande tradizione a Montecchio. La sezione del CAI, fondata nel 1947, conta più di 1100 soci ed è l'associazione culturale sportiva più numerosa della città. È tra le sezioni più prestigiose d'Italia, contando numerose spedizioni extraeuropee, tra cui quelle esplorative in Hindu Raj (Hindu Kush), premiate per due volte con il premio Paolo Consiglio (Karambar 1997, Chiantar 2000), massimo riconoscimento nazionale per l'alpinismo esplorativo. Vanta diverse spedizioni e partecipazioni a salite sugli Ottomila (Alberto Peruffo sale in vetta al Cho Oyu, 8201 m, senza ossigeno, nel 2002, primo e ancora unico montecchiano su una vetta di ottomila metri) e molte altre ascensioni e trekking di valore in Himalaya, Karakorum, Hindu Kush, Ande, Alaska. Tra gli alpinisti da ricordare Franco Brunello (primo Istruttore Nazionale d'Alpinismo della città e capospedizione in diverse occasioni, fondatore della Scuola di Alpinismo e volontario per opere idrauliche per le comunità andine), Giacomo Albiero (accademico CAAI, partigiano, rocciatore fortissimo e compagno di Renato Casarotto), il citato Alberto Peruffo (con vie nuove sul Baffelan, su Cima Mosca e sul Cornetto e in altre montagne italiane ed extraeuropee, per ben 3 volte in 10 anni candidato al Grignetta d'Oro nella lista dei migliori alpinisti italiani). Da segnalare anche la encomiabile cura dei sentieri del Sengio Alto, sulle Piccole Dolomiti, affidati alla Sezione di Montecchio fin dal suo nascere.